# Lishui (rivière)
Pour les articles homonymes, voir Lishui (homonymie).
La rivière Li ou Li Shui (chinois traditionnel : 澧水)  est un affluent du fleuve Yangzi, qui coule au nord-ouest de la province chinoise du Hunan.

## Géographie
Ce cours d'eau, long de 388 kilomètres[réf. nécessaire], prend sa source au nord du Xian de Sangzhi dans la ville-préfecture de Zhangjiajie. Il traverse les xians de Cili, Shimen, Li, la ville-district de Jinshi et le Anxiang. Son affluent principal est la rivière Loushui longue de 250 kilomètres, qui prend sa source dans la province de Hubei. La rivière Zi se jette dans le lac Dongting qui recueille les eaux de différentes autres rivières, et se jette lui-même dans le Yangzi.

### Bassin versant
Le bassin versant a une superficie de 18 500 km2[réf. nécessaire].

## Aménagements et écologie
Le barrage de Jiangpinghe, de type barrage en remblai, construit sur son affluent, la Loushui, a été mis en eau en 2012. Haut de 221 mètres, il retient un lac dont le volume atteint 1 366 000 000 m3 et comporte une centrale hydroélectrique de 500 mégawatts.